# 金沢市立俵小学校
金沢市立俵小学校（かなざわしりつ たわらしょうがっこう、英語: Kanazawa Municipal Tawara Elementary School）は、石川県金沢市俵町にかつてあった公立小学校。

## 沿革
《主要な出典：》
- 1874年（明治07年）5月 - 個人宅を借用して第21中学区俵小学校設置。
- 1876年（明治09年）8月 - 俵等に校舎を新築完成[4]。
- 1887年（明治20年）4月 - 小学校令発布により簡易科設置、俵等小学校と改称[4]。
- 1892年（明治25年）4月 - 小学校令改正により俵等尋常小学校と改称[4]。
- 1941年（昭和16年）4月1日 - 国民学校令施行に伴い俵等国民学校と改称。
- 1947年（昭和22年）4月1日 - 学制改革により浅川村立俵小学校と改称。
- 1957年（昭和32年）4月5日 - 浅川村の金沢市編入に伴い金沢市立俵小学校と改称。
- 1959年（昭和34年）4月1日 - 併設の金沢市立俵中学校を廃止（金沢市立紫錦台中学校に統合）[5]。
- 1970年（昭和45年）7月27日 - 卯辰山・野田山における林間学校環境悪化に伴い、同年度から市教委主催の会場を俵小学校グラウンドに変えて開催開始（のち、1982年8月19日に俵町において市少年自然の家戸室キャンプ場が完成）[6]。
- 1983年（昭和58年）6月24日 - 新校舎落成式[6]。
- 2013年（平成25年）12月16日 - 金沢市学校設置条例の改正可決により田上小学校への統合による廃止予定が確定。
- 2014年（平成26年）
  - 3月31日 - 児童数減少により俵小学校閉校。
  - 4月1日 - 金沢市立俵小学校を廃止[7]。
- 2018年（平成30年）5月20日[8] - 旧俵小学校校舎を改修のうえ金沢市俵芸術交流スタジオとして活用開始。